# Índice de Wobbe
Índice de Wobbe (IW) é uma medida do conteúdo energético de um gás, medido com base no seu poder calorífico por unidade de volume à pressão e temperatura padrão, utilizada como indicador da interoperabilidade de equipamentos, em geral queimadores, face à mudança do gás combustível que os alimente. O  índice recebe o nome do engenheiro de gás e inventor Goffredo Wobbe, director da Officina del Gas di Bologna (Departamento do Gás de Bolonha), que o desenvolveu em 1927.

## Definição e usos
O índice de Wobbe é utilizado para determinar as características técnicas dos equipamentos e a sua regulação face ao gás que os alimentará (gás natural, gás de petróleo liquefeito (GPL) ou gás de cidade) razão pela qual aparece em geral definido nas especificações dos fornecedores de gases combustíveis e nas características dos equipamentos que os utilizam. Se {\displaystyle V_{C}} for o poder calorífico superior, ou valor calorífico, e {\displaystyle G_{S}} a densidade relativa, o índice de Wobbe, {\displaystyle I_{W}}, é definido como:
{\displaystyle I_{W}={\frac {V_{C}}{\sqrt {G_{S}}}}.}
ou seja, o índice de Wobbe = valor calorífico superior/(raiz quadrada da densidade relativa do gás).
O índice de Wobbe é usado para comparar a energia produzida pela combustão de diferentes gases num determinado equipamento (queimador de um fogão, esquentador, etc.). Se dois gases combustíveis tiverem idêntico valor do índice de Wobbe, então, para uma dada pressão e caudal de alimentação, a energia térmica libertada será a mesma. Em geral permitem-se variações de até 5%, já que elas não alteram de forma sensível o rendimento do equipamento.
O índice de Wobbe é um factor crítico na análise da substituição de um gás por outro e na selecção de equipamentos para utilizar um determinado gás.

## Valor do índice de Wobbe para alguns gases
| Gás combustível     | Índice superior kcal/Nm3 | Índice inferior kcal/Nm3 | Índice superior MJ/Nm3 | Índice inferior MJ/Nm3 |
| Hidrogénio          | 11,528                   | 9,715                    | 48.23                  | 40.65                  |
| Metano              | 12,735                   | 11,452                   | 53.28                  | 47.91                  |
| Etano               | 16,298                   | 14,931                   | 68.19                  | 62.47                  |
| Etileno             | 15,253                   | 14,344                   | 63.82                  | 60.01                  |
| Gás natural         | 12,837                   | 11,597                   | 53.71                  | 48.52                  |
| Propano             | 19,376                   | 17,817                   | 81.07                  | 74.54                  |
| Propileno           | 18,413                   | 17,180                   | 77.04                  | 71.88                  |
| n-Butano            | 22,066                   | 20,336                   | 92.32                  | 85.08                  |
| iso-Butano          | 21,980                   | 20,247                   | 91.96                  | 84.71                  |
| Butileno-1          | 21,142                   | 19,728                   | 88.46                  | 82.54                  |
| GPL                 | 20,755                   | 19,106                   | 86.84                  | 79.94                  |
| Acetileno           | 14,655                   | 14,141                   | 61.32                  | 59.16                  |
| Monóxido de carbono | 3,060                    | 3,060                    | 12.80                  | 12.80                  |

Nota: 1 Joule = 2,3901 10-4 kcal.

## Utilização
O índice de Wobbe é geralmente expresso em megajoules por metro cúbico normal (Nm3), embora seja frequente o uso de British Thermal Units (BTU) por pé cúbico normal (1000 BTU/Ncf = 37.3 MJ/Nm3). No caso do gás natural (massa molar 17 g/mol), o valor calorífico tipo é aproximadamente 9315 kcal por metro cúbico e a densidade relativa é aproximadamente 0.59, o que dá um índice de Wobbe de 51 MJ/m3.
Os gases combustíveis são em geral agrupados em três "famílias", num uso internacional que encontra expressão nos valores do índice de Wobbe:
- 1.ª família inclui os gases manufacturados;
- 2.ª família inclui os gases naturais (em geral com subgrupos superior e inferior);
- 3.ª família inclui os gases de petróleo liquefeito (GPL's).

Em função dessa repartição por famílias e pela similitude dos valores de Wobbe dentro de cada uma delas, os equipamentos de combustão são em geral projectados para cada uma das famílias, embora possam apresentar exclusões ou alargamentos. Assim os equipamentos são em geral concebidos para os seguintes valores base:
| Família | Índice de Wobbe (MJ/Nm3) | Tipo de gás            |
| 1       | 22.5 – 30                | Gás de cidade / Syngas |
| 2 L     | 39 – 45                  | Natural                |
| 2h      | 45.5 – 55                |                        |
| 3       | 73.5 – 87.5              | GPL                    |

Apesar desta relativa similitude no índice de Wobbe, algumas características da combustão, como as características da chama e a sua composição, podem limitar o usos de um determinado gás, mesmo em equipamentos preparados para queimar um gás da mesma família.

## Limitações
Embora o índice de Wobbe seja de muita utilidade, este por si sozinho não é um bom indicador da intercambiabilidade de dois ou mais gases, ou misturas deles. É então necessário levar em conta outros critérios e parâmetros enquanto é determinada a substituição completa de um combustível por outro, diferente do que foi usado para ajustar inicialmente o sistema. Esses outros métodos se reportam amplamente na literatura como métodos gráficos, métodos de índices simples e métodos de índices múltiplos. Outras características como a altura do cone da chama e as emissões de NOx devem ser comparadas.